# Vicenza (pokrajina)
Pokrajina Vicenza (talijanski: Provincia di Vicenza) je jedna od 110 talijanskih pokrajina u okviru regije Veneto u Sjevernoj Italiji. Glavni grad pokrajine i najveće gradsko naselje je istoimeni grad Vicenza sa 111 500 stanovnika.

## Geografske karakteristike
Južni dio pokrajine Vicenza prostire se po dolini Poa, a sjeverni duž
obronaka Dolomita u kojima je kanjon rijeke Brenta. U brdima leži i glavni grad Vicenza, udaljena oko 60 km zapadno od Venecije. Pokrajina Vicenza ima površinu od 2 723 km², u kojoj živi 859 205 stanovnika (2011. godine).

## Općine
Prema podacima iz 2018, bilo je 116 općina. Općine s najviše stanovnika su:
| Redni broj | Općina              | Broj stanovnika (ab) | Površina (km²) | Gustoća stan. (ab/km²) | Nadmorska visina (m/nm) |
| ---------- | ------------------- | -------------------- | -------------- | ---------------------- | ----------------------- |
| 1º         | Vicenza             | 111.620              | 80,57          | 1.385                  | 39                      |
| 2º         | Bassano del Grappa  | 43.481               | 47,06          | 924                    | 129                     |
| 3º         | Schio               | 39.082               | 66,21          | 590                    | 200                     |
| 4º         | Valdagno            | 26.016               | 50,22          | 518                    | 230                     |
| 5º         | Arzignano           | 25.605               | 34,19          | 749                    | 118                     |
| 6º         | Thiene              | 24.309               | 19,70          | 1.234                  | 147                     |
| 7º         | Montecchio Maggiore | 23.316               | 30,53          | 763                    | 72                      |
| 8º         | Lonigo              | 16.466               | 49,42          | 333                    | 31                      |
| 9º         | Malo                | 14.855               | 30,53          | 487                    | 116                     |
| 10º        | Cassola             | 14.771               | 12,74          | 1.159                  | 92                      |

## Vanjske poveznice
- Službene stranice pokrajine Vicenza  Arhivirana inačica izvorne stranice od 20. kolovoza 2013. (Wayback Machine)